# Federación de baloncesto de Filipinas
La Federación de Baloncesto de Filipinas (por sus siglas en filipino Samaháng Básketból ng Pilipinas) es el organismo que rige las competiciones de clubes y la Selección nacional de Filipinas. Pertenece a la asociación continental FIBA Asia.